# Adam Łożyński
Adam Łożyński (ur. 17 listopada 1993 w Gdańsku) – żeglarz, bojerowiec, reprezentant Polski w windsurfingu (POL-2), pedagog i wykładowca akademicki.
Od dzieciństwa związany jest z Giżyckiem. Na wodzie żegluje od 2003 roku. Jak większość młodych żeglarzy, swoją wodną przygodę rozpoczął od klasy optymist. W przeszłości trenował również pływanie i taekwondo, zdobywając medale na imprezach krajowych i międzynarodowych. W roku 2010 został powołany do Kadry Narodowej Juniorów w olimpijskiej klasie RS:X Windsurfing. Jest także jednym z czołowych polskich zawodników w windsurfingu zimowym – icesurfingu. W 2016 roku podczas regat Gdynia VIP Racing jako sternik zespołu PROFBUD pokonał załogę Mateusza Kusznierewicza – Olivia Business Centre. W tym samym sezonie porzucił windsurfing i rozpoczął karierę na jachcie olimpijskim 470. Niestety przez kontuzję ręki musiał przerwać tę przygodę. Aktualnie reprezentuje barwy Wojskowej Akademii Technicznej w Warszawie i bierze udział w zawodach akademickich.

## Wykształcenie i kariera zawodowa
Od 2009 do 2012 roku uczęszczał do II Liceum Ogólnokształcącego w Giżycku. W 2016 r. obronił tytuł inżyniera Elektroniki i Telekomunikacji na Wydziale Elektroniki w Wojskowej Akademii Technicznej. Rok później uzyskał tytuł magistra inżyniera i rozpoczął pracę na uczelni. Od końca 2018 do początku 2022 roku pełnił funkcję Kierownika Ośrodka Szkoleniowego Wojskowej Akademii Technicznej w Zegrzu. W tym czasie zainicjował proces przebudowy tego ośrodka i przekształcenia go w Centrum Szkoleniowo-Badawcze. Działania te prowadził na polecenie władz uczelni we współpracy z przedstawicielami Miasta i Gminy Serock. Od 2022 roku zajmuje stanowisko naukowo-dydaktyczne Asystenta Profesora na Wydziale Mechatroniki, Uzbrojenia i Lotnictwa Wojskowej Akademii Technicznej. Specjalizuje się w elektronice, systemach pomiarowych i telekomunikacji. Ponadto jest absolwentem Akademii Wychowania Fizycznego w Warszawie, Wyższej Szkoły Kształcenia Zawodowego we Wrocławiu, Wyższej Szkoły Kultury Fizycznej i Sportu w Pruszkowie, Uniwersytetu Wrocławskiego. Skończył studia podyplomowe m.in. z zakresu: cyberbezpieczeństwa, pedagogiki, wychowania fizycznego.

## Osiągnięcia i wyróżnienia
2016
- 1. miejsce – Gdynia VIP Racing (PROFBUD Team)[12]

2015
- 3. miejsce – Mistrzostwa Polski Windsurfingu Zimowego[13]
- 2. miejsce – Monsaraz World Festival Puchar Europy Formuly Windsurfing[14]

2014
- 1. miejsce – Mistrzostwa Polski Juniorów Windsurfingu Zimowego[15]
- 2. miejsce – Mistrzostwa Polski Windsurfingu Zimowego[15]
- 4. miejsce – Lsurf Cup Puchar Polski Formuly Windsurfing[16]
- 4. miejsce – Mistrzostwa Polski Slalom Windsurfing[17]
- 4. miejsce – Mistrzostwa Świata Formuly Experience[18][19]
- 3. miejsce – Mistrzostwa Świata Formuly Experience dywizji lightweight[18][19]

2013
- 1. miejsce – Mistrzostwa Polski Juniorów w Windsurfingu Zimowym[20][21]
- 2. miejsce – Mistrzostwa Polski w Windsurfingu Zimowym[20][21]
- 5. miejsce – LOTTO Windsurfing Cup, Nieporęt[22]
- 10. miejsce – Puchar Polski w Formule Windsurfing[23]

2012
- 3. miejsce – Mistrzostwa Polski w Windsurfingu Zimowym[24][25][26]
- 2. miejsce – Mistrzostwa Polski Juniorów w Windsurfingu Zimowym[24][25][26]
- 2. miejsce – Puchar Polski Młodzieżowców w Formule Windsurfing[27]
- Stypendium Ministra Edukacji Narodowej[28][29]

2011
- 3. miejsce – Mistrzostwa Polski w Windsurfingu Zimowym[30][31][32][33]
- 3. miejsce – Mistrzostwa Polski Juniorów w Windsurfingu Zimowym[30][31][32][33]
- 2. miejsce – Mistrzostwa Województwa Warmińsko-Mazurskiego w klasie RS:X Windsurfing[34]

2010
- Kadra Narodowa Juniorów w żeglarstwie
- 11. miejsce – Mistrzostwa Europy Juniorów w klasie RS:X Windsurfing
- 1. miejsce – Mistrzostwa Województwa Warmińsko-Mazurskiego[35]

2009
- 2. miejsce – Ogólnopolska Olimpiada Młodzieży w klasie Techno 293 Windsurfing[36]
- 2. miejsce – Mistrzostwa Polski w klasie Techno 293 Windsurfing
- 2. miejsce – Mistrzostwa Polski w Windsurfingu Zimowym[37]
- 4. miejsce – Mistrzostwa Polski w klasie Formula Windsurfing
- 2. miejsce – Puchar Polskiego Związku Żeglarskiego w klasie Techno 293 Windsurfing[38]

2008
- 4. miejsce – Puchar Bałtyku "Baltic Sea Cup" (Lipawa – 4. miejsce, Sopot – 3. miejsce, Tallinn – 5. miejsce)
- 22. miejsce – Mistrzostwa Świata w klasie Techno 293 Windsurfing (rozgrywane w Sopocie)
- 4. miejsce – Mistrzostwa Polski w Windsurfingu Zimowym

2006
- 2. miejsce – Mistrzostwa Polski w Windsurfingu Zimowym